# Onthophagus semimetallicus
Onthophagus semimetallicus är en skalbaggsart som beskrevs av Lea 1923. Onthophagus semimetallicus ingår i släktet Onthophagus och familjen bladhorningar. Inga underarter finns listade i Catalogue of Life.